# Walter Schürmann
Walter Schürmann (Dortmund, 20 de novembre de 1929) fou un ciclista alemany, professional des del 1950 fins al 1956. Va combinar tant el ciclisme en pista com en ruta.

## Palmarès
- 1949
  -  Campió d'Alemanya amateur en ruta
- 1952
  -  Campió d'Alemanya en Madison (amb Fritz Siefert)